# 七刺栗壳蟹
七刺栗壳蟹（学名：Arcania heptacantha）为玉蟹科栗壳蟹属的动物。分布于日本、新加坡、泰国、台湾岛以及中国大陆的广东、海南岛、浙江等地，生活环境为海水，多栖息于水深约50-150米的泥沙底上。其生存的海拔范围为-150至-50米。